# Premi World Rugby
I Premi World Rugby (in inglese World Rugby Awards), sono una serie di premi che vengono annualmente conferiti da World Rugby al termine di ogni stagione. Comprendono, tra gli altri, il premio di miglior giocatore e miglior allenatore World Rugby dell'anno. Sono stati introdotti dall'International Rugby Board nel 2001 con il nome di Premi IRB (in inglese IRB Awards). Dall'edizione 2014, con il passaggio da IRB a World Rugby, hanno assunto la denominazione attuale. Ogni vincitore viene votato da una giuria composta da giocatori, allenatori, dirigenti e giornalisti selezionati.

## Premi IRB

### 2001 (Londra)

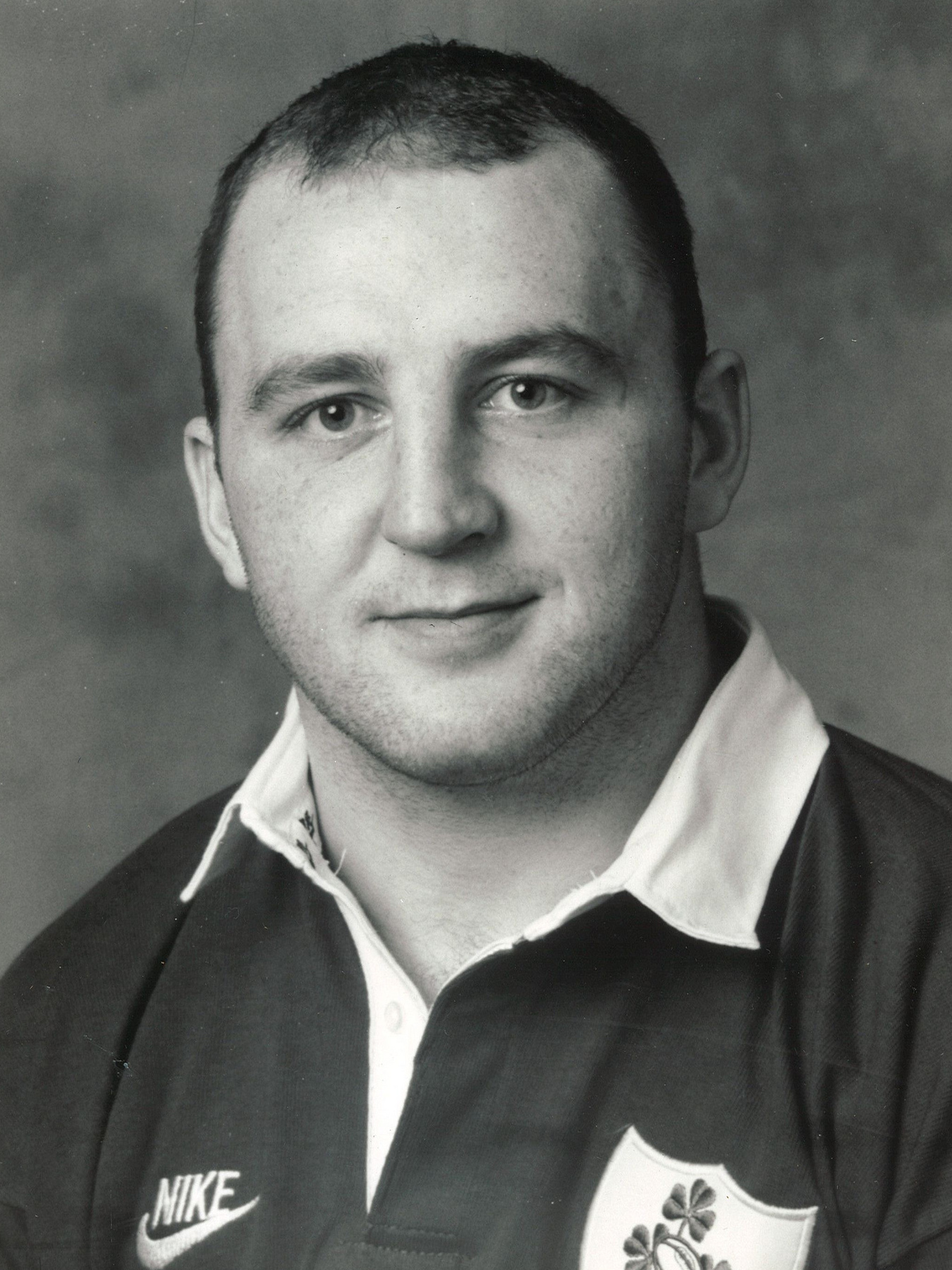
Keith Wood

- Miglior giocatore: Keith Wood (Irlanda)
- Miglior squadra: Australia
- Miglior allenatore: Rod Macqueen (Australia)
- Miglior giovane: Gavin Henson (Galles)
- Miglior giocatrice: Shelley Rae (Inghilterra)
- Miglior arbitro: Ed Morrison (Inghilterra)
- Premio Spirito del Rugby: Tim Grandadge (India)
- Miglior presidente:
  - Kath McLean (Nuova Zelanda)
  - Sir Terry McLean (Nuova Zelanda)
  - Albert Ferrasse (Francia)
  - John Eales (Australia)[3]
- Premio per lo sviluppo: Jorge Brasceras (Uruguay)
- Premio per meriti di servizio: Tom Kiernan (Irlanda)

### 2002 (Londra)

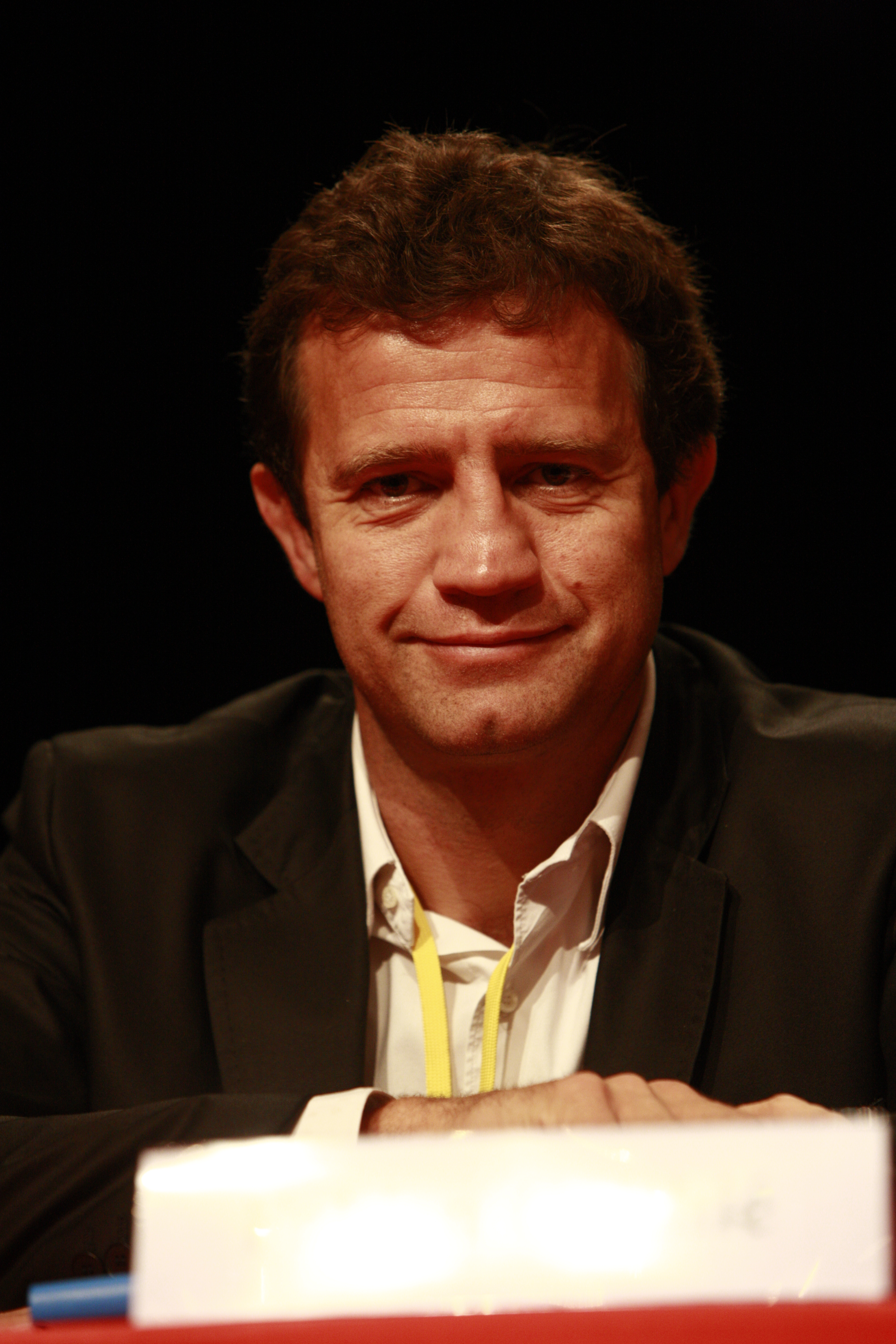
Fabien Galthié

- Miglior giocatore: Fabien Galthié (Francia)
- Migliore squadra: Francia
- Miglior allenatore: Bernard Laporte (Francia)
- Migliore giocatore U-19: Luke McAlister (Nuova Zelanda)
- Migliore giocatore U-21: Pat Barnard (Sudafrica)
- Migliore squadra di rugby a 7: Nuova Zelanda
- Migliore giocatrice: Monique Hirovanaa (Nuova Zelanda)
- Miglior arbitro: Colin Hawke (Nuova Zelanda)
- Premio per meriti di servizio IRB: Allan Hosie (Scozia)
- Premio Spirito del Rugby: Old Christians Club (Uruguay)
- Premio per lo sviluppo: John Broadfoot (Inghilterra)
- Miglior presidente:
  - Bill McLaren (Scozia)
  - George Pippos (Australia, postumo)[3]

### 2003 (Sydney)

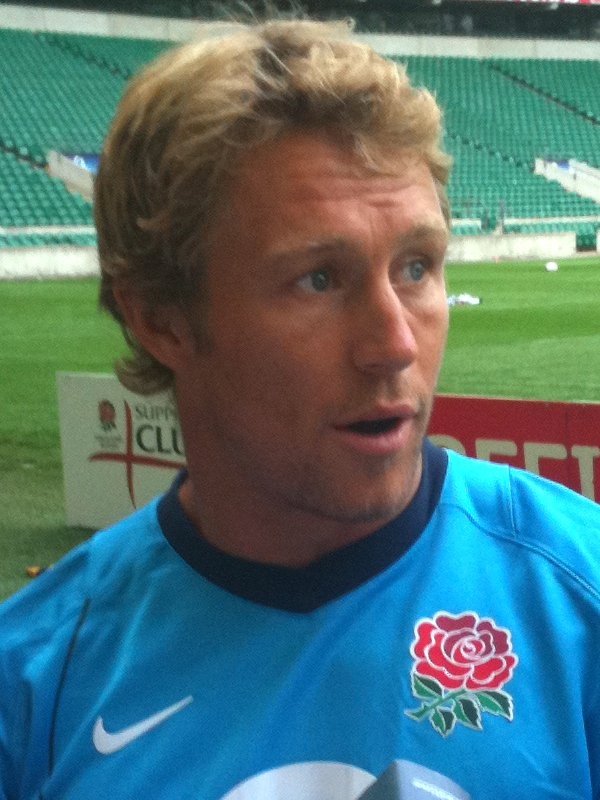
Jonny Wilkinson

- Miglior giocatore: Jonny Wilkinson (Inghilterra)
- Migliore squadra: Inghilterra
- Miglior allenatore: Clive Woodward (Inghilterra)
- Miglior giocatore U-19: Jean Baptiste Payras (Francia)
- Miglior giocatore U-21: Ben Atiga (Nuova Zelanda)
- Migliore squadra di rugby a 7: Nuova Zelanda
- Premio Spirito del Rugby: Michael e Linda Collinson (Swaziland)
- Premio per meriti di servizio IRB: Bob Stuart (Australia)
- Miglior arbitro: Derek Bevan (Galles)
- Personalità femminile: Kathy Flores (Stati Uniti)
- Premio per lo sviluppo:
  - Tan Theany (Cambogia)
  - Philippe Monnin (Francia)
- Miglior presidente: Vernon Pugh (Galles)[3]

### 2004 (Londra)

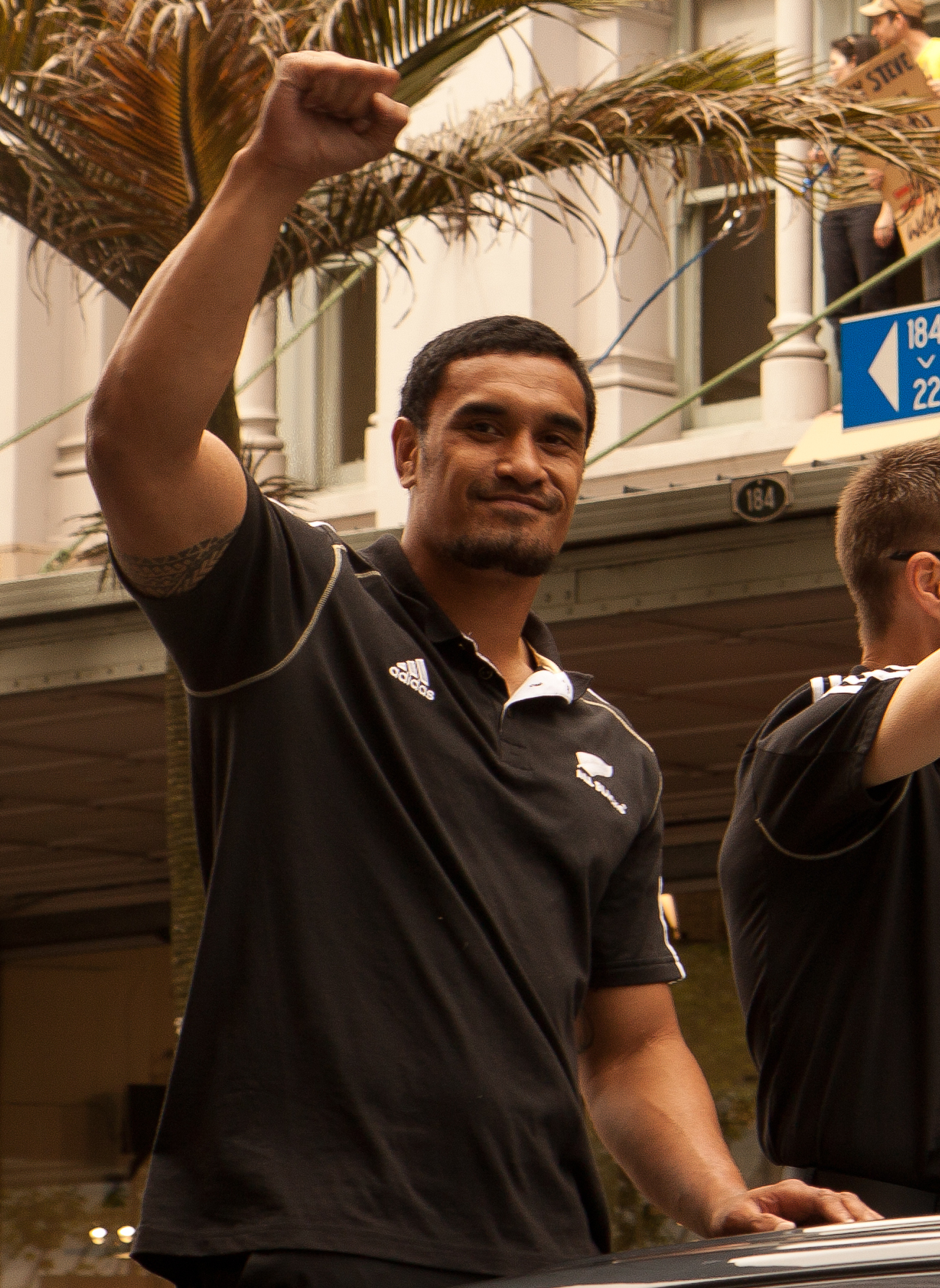
Jerome Kaino

- Migliore giocatore: Schalk Burger (Sudafrica)
- Migliore squadra: Sudafrica
- Miglior allenatore: Jake White (Sudafrica)
- Migliore giocatore U-19: Jeremy Thrush (Nuova Zelanda)
- Migliore giocatore U-21: Jerome Kaino (Nuova Zelanda)
- Migliore squadra di rugby a 7: Nuova Zelanda
- Migliore giocatore di rugby a 7: Simon Amor (Nuova Zelanda)
- Premio Spirito del Rugby: Jarrod Cunningham (Nuova Zelanda)
- Premio "Vernon Pugh" per meriti di servizio IRB: Ronnie Dawson (Irlanda)
- Miglior arbitro: Jim Fleming (Scozia)
- Personalità femminile: Donna Kennedy (Scozia)
- Premio per lo sviluppo: Guedel Ndiaye (Senegal)
- Miglior presidente: Marcel Martin (Francia)[3]

### 2005 (Parigi)

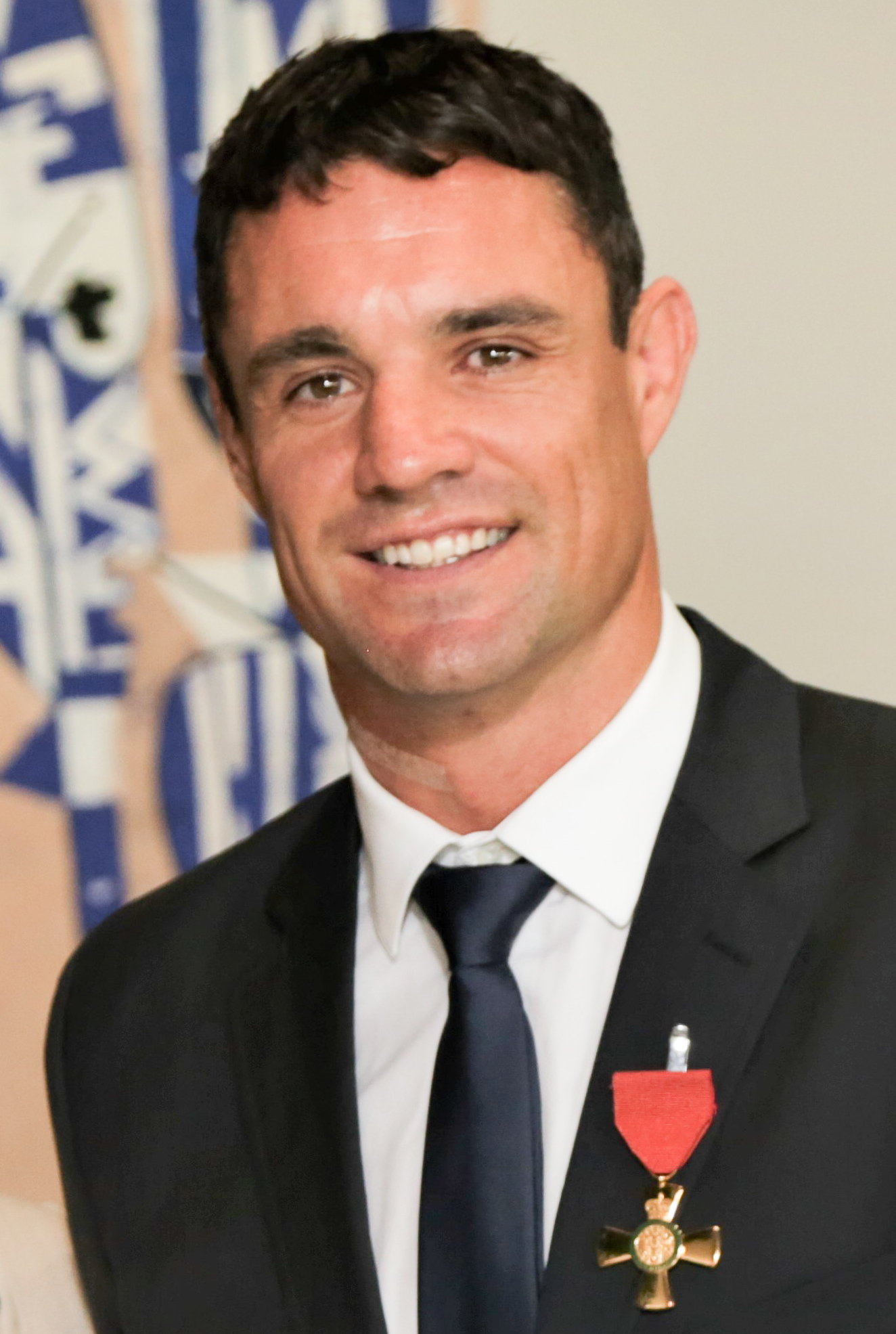
Dan Carter

- Miglior giocatore: Dan Carter (Nuova Zelanda)
- Migliore squadra: Nuova Zelanda
- Miglior allenatore: Graham Henry (Nuova Zelanda)
- Miglior giocatore U-19: Isaia Toeava (Nuova Zelanda)
- Miglior giocatore U-21: Tatafu Polota-Nau (Australia)
- Miglior squadra di rugby a 7: Figi
- Miglior giocatore di rugby a 7: Orene Ai'i (Nuova Zelanda)
- Premio Spirito del Rugby: Jean-Pierre Rives (Francia)
- Premio "Vernon Pugh" per meriti di servizio IRB: Peter Crittle (Australia)
- Miglior arbitro: Paddy O'Brien (Nuova Zelanda)
- Personalità femminile: Farah Palmer (Nuova Zelanda)
- Premio per lo sviluppo: Robert Antonin (Francia)
- Miglior presidente: Tasker Watkins (Galles)[3]

### 2006 (Glasgow)

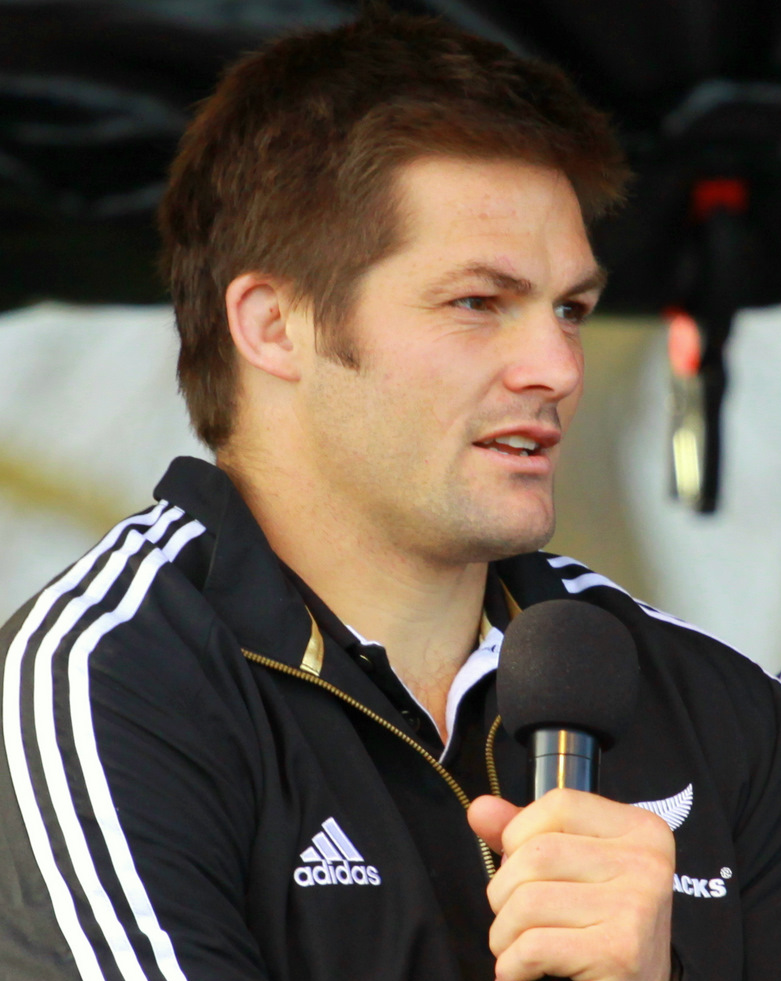
Richie McCaw

- Miglior giocatore: Richie McCaw (Nuova Zelanda)
- Migliore squadra: Nuova Zelanda
- Miglior allenatore: Graham Henry (Nuova Zelanda)
- Miglior giocatore U-19: Josh Holmes (Australia)
- Miglior giocatore U-21: Lionel Beauxis (Francia)
- Migliore squadra di rugby a 7: Figi
- Migliore giocatore di rugby a 7: Uale Mai (Samoa)
- Premio Spirito del Rugby: Polly Miller (Australia)
- Premio "Vernon Pugh" per meriti di servizio IRB: Brian Lochore (Nuova Zelanda)
- Miglior arbitro: Peter Marshall (Australia)
- Personalità femminile: Margaret Alphonsi (Inghilterra)
- Premio per lo sviluppo: Mike Luke (Canada)

### 2007 (Parigi)

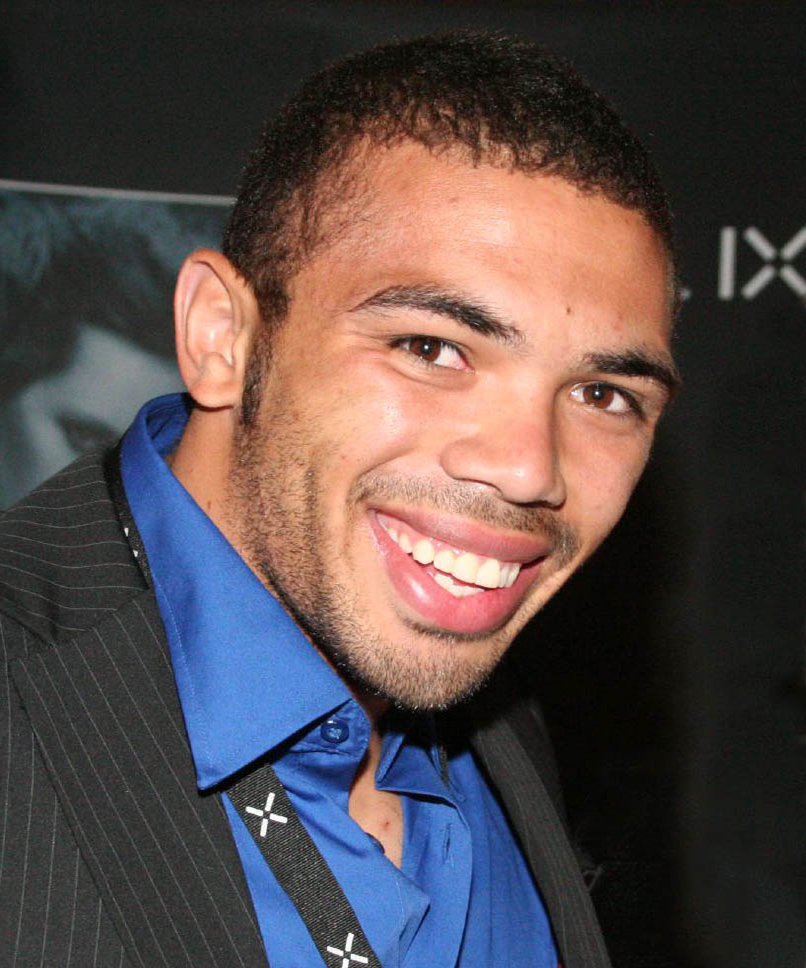
Bryan Habana

- Miglior giocatore: Bryan Habana (Sudafrica)
- Migliore squadra: Sudafrica
- Miglior allenatore: Jake White (Sudafrica)
- Miglior giocatore U-19: Robert Fruean (Nuova Zelanda)
- Migliore squadra di rugby a 7: Nuova Zelanda
- Miglior giocatore di rugby a 7: Afeleke Pelenise (Nuova Zelanda)
- Premio Spirito del Rugby: Nicolas Pueta (Argentina)
- Premio "Vernon Pugh" per meriti di servizio IRB: José María Epalza (Spagna)
- Miglior arbitro: Dick Byres (Australia)
- Personalità femminile: Sarah Corrigan (Australia)
- Premio per lo sviluppo: Jacob Thompson (Giamaica)

### 2008 (Londra)

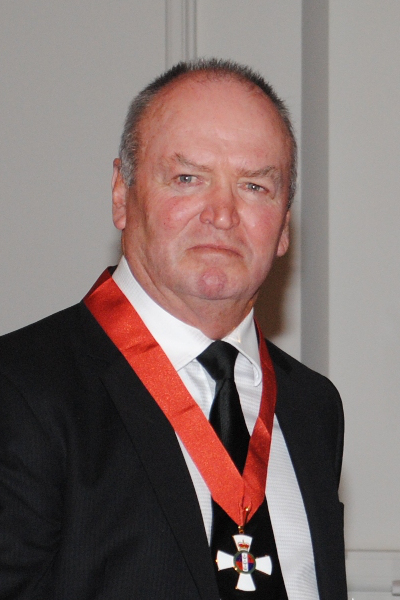
Sir Graham Henry

- Miglior giocatore: Shane Williams (Galles)
- Migliore squadra: Nuova Zelanda
- Miglior allenatore: Graham Henry (Nuova Zelanda)
- Miglior giovane: Luke Braid (Nuova Zelanda)
- Miglior giocatore di rugby a 7: DJ Forbes (Nuova Zelanda)
- Premio Spirito del Rugby:
  - Roelien Muller (Sudafrica)
  - Patrick Cotter (Australia)
- Premio "Vernon Pugh" per meriti di servizio IRB: Nicholas Shehadie (Australia)
- Miglior arbitro: André Watson (Sudafrica)
- Personalità femminile: Carol Isherwood (Inghilterra)
- Premio per lo sviluppo:
  - Tag Rugby Development Trust (Regno Unito)
  - Martin Hansford (Inghilterra)
- Premio per meriti speciali IRPA: Agustín Pichot (Argentina)
- Meta IRPA: Brian O'Driscoll (Irlanda), contro l'Australia

### 2009 (varie sedi)

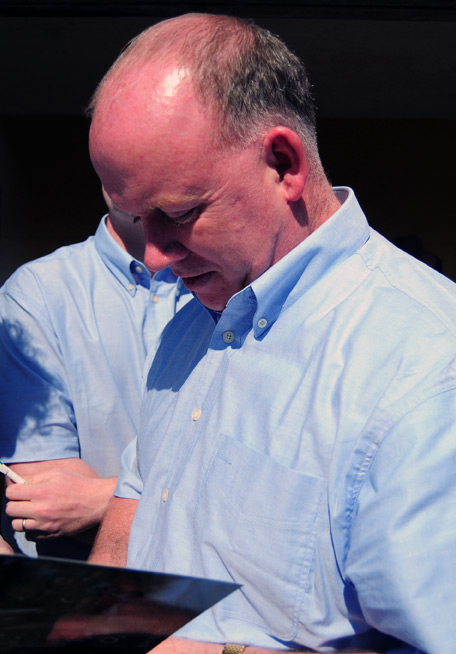
Declan Kidney

- Migliore giocatore: Richie McCaw (Nuova Zelanda), a Marsiglia
- Migliore squadra: Sudafrica, a Dublino
- Miglior allenatore: Declan Kidney (Irlanda), a Dublino
- Migliore giovane: Aaron Cruden (Nuova Zelanda), a Tokyo
- Migliore giocatore di rugby a 7: Ollie Phillips (Inghilterra), a Edimburgo
- Premio Spirito del Rugby: L’Aquila (Italia), all'Aquila
- Premio "Vernon Pugh" per meriti di servizio IRB: Noel Murphy (Irlanda), a Dublino
- Miglior arbitro: Francis Palmade (Francia), a Dublino
- Personalità femminile: Debbie Hodgkinson (Australia), ad Apia
- Premio per lo sviluppo: Lin Chia-Sheng (Taiwan), a Dublino
- Meta IRPA: Jaque Fourie (Sudafrica), contro i British Lions, a Città del Capo

### 2010 (varie sedi)

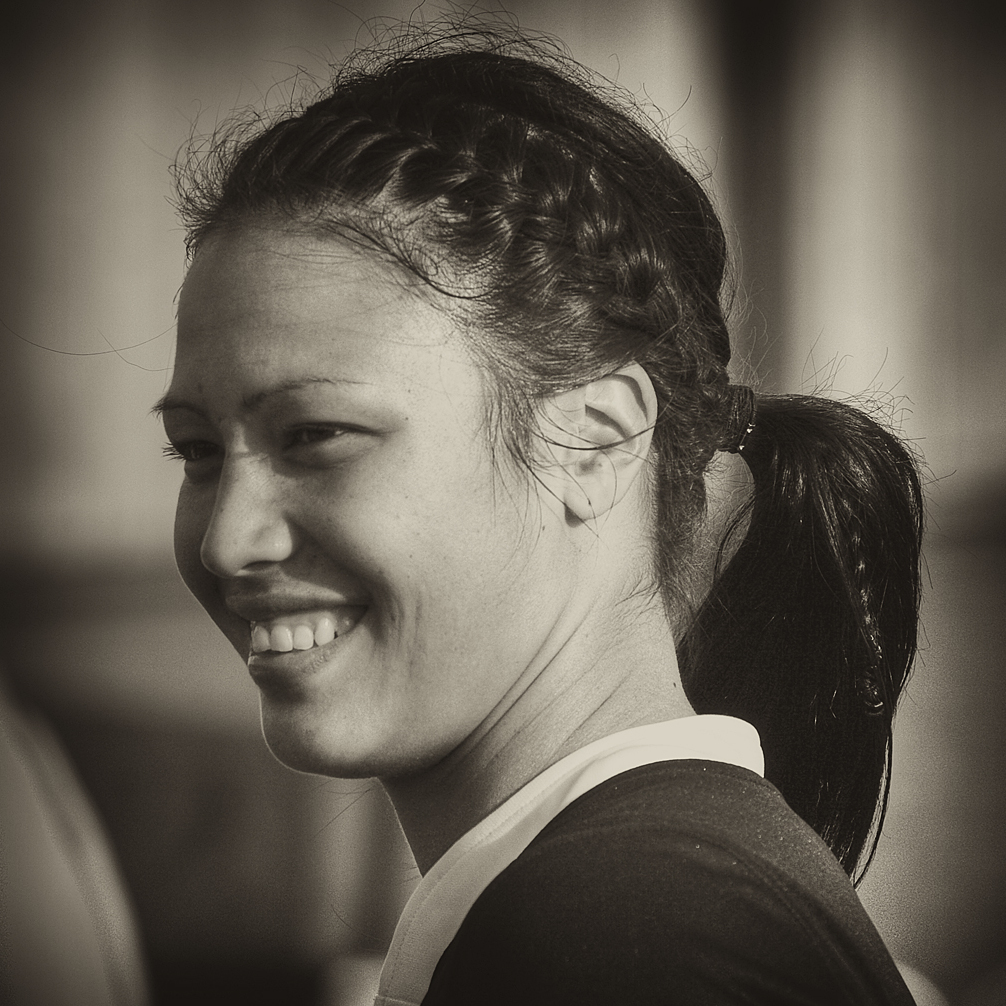
Carla Hohepa

- Miglior giocatore: Richie McCaw (Nuova Zelanda), ad Auckland
- Migliore squadra: Nuova Zelanda, ad Auckland
- Miglior allenatore: Graham Henry (Nuova Zelanda), ad Auckland
- Miglior giocatore di rugby a 7: Mikaele Pesamino (Samoa), a Edimburgo
- Miglior giovane: Julian Savea (Nuova Zelanda), a Rosario
- Personalità femminile: Carla Hohepa (Nuova Zelanda), a Londra
- Premio per lo sviluppo: Brian O'Shea (Irlanda), a Sydney
- Miglior arbitro: Colin High (Inghilterra), a Dublino
- Premio Spirito del Rugby: Virreyes Rugby Club (Argentina), a Buenos Aires
- Premio "Vernon Pugh" per meriti di servizio IRB: Jean-Claude Baque (Francia), a Parigi
- Meta IRPA: Chris Ashton (Inghilterra), contro l'Australia, a Londra

### 2011 (Auckland)

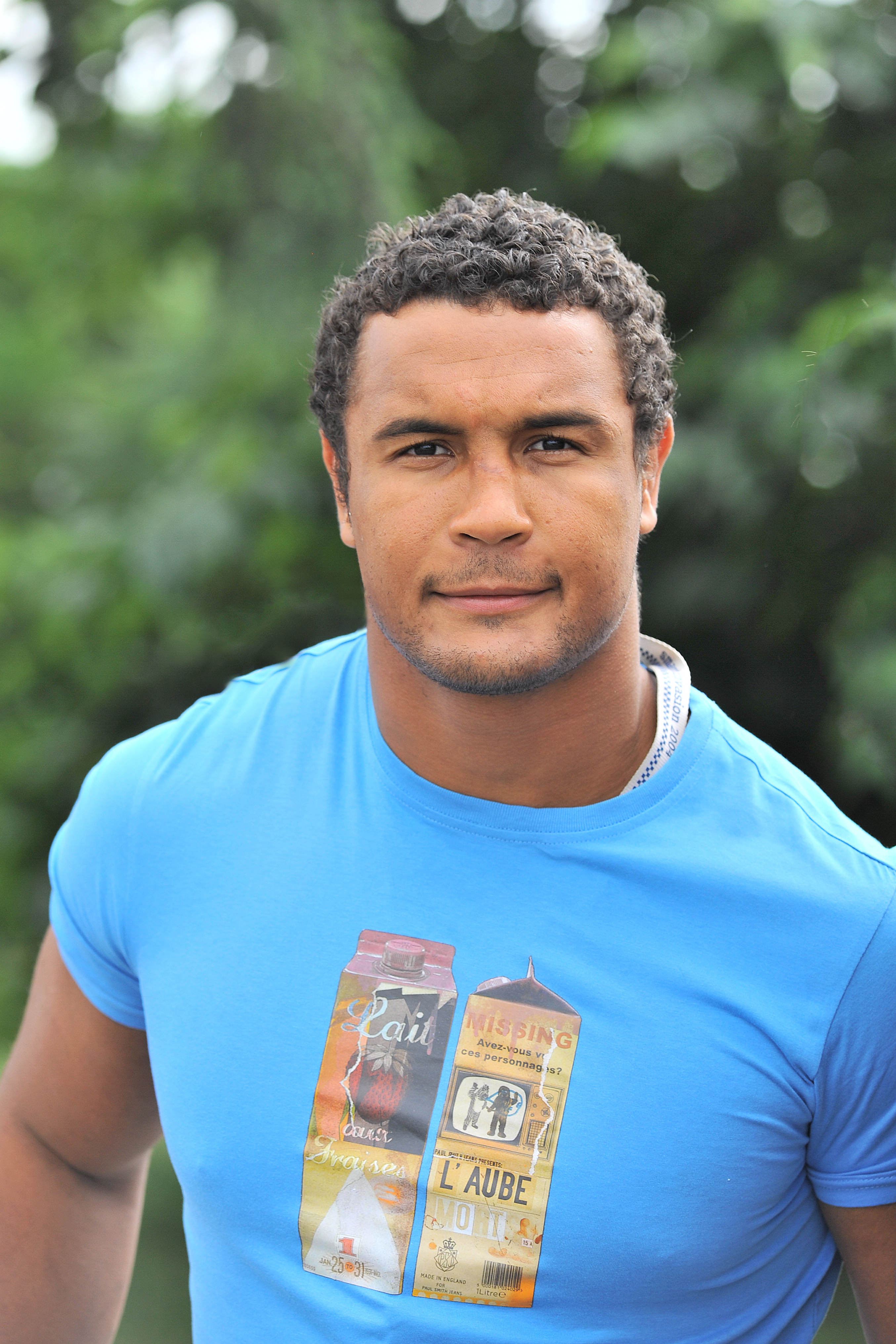
Thierry Dusautoir

- Miglior giocatore: Thierry Dusautoir (Francia)
- Migliore squadra: Nuova Zelanda
- Miglior allenatore: Graham Henry (Nuova Zelanda)
- Miglior giocatore di rugby a 7: Cecil Afrika (Sudafrica)
- Miglior giovane: George Ford (Inghilterra)
- Personalità femminile: Ruth Mitchell (Hong Kong)
- Premio per lo sviluppo: Rookie Rugby (Stati Uniti)
- Miglior arbitro: Keith Lawrence (Nuova Zelanda)
- Premio Spirito del Rugby: Wooden Spoon Society (Inghilterra)
- Premio "Vernon Pugh" per meriti di servizio IRB: Jock Hobbs (Nuova Zelanda)
- Premio per meriti speciali IRPA: George Smith (Australia)
- Meta IRPA: Radike Samo (Australia), contro la Nuova Zelanda

### 2012 (varie sedi)

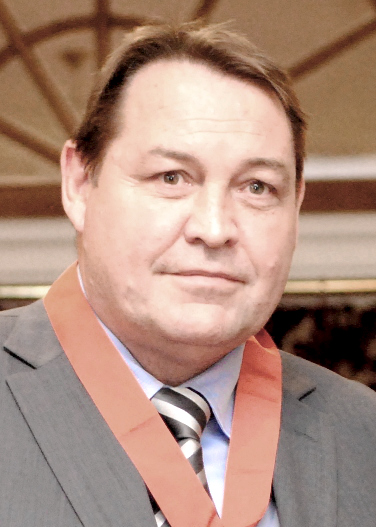
Steve Hansen

- Miglior giocatore: Dan Carter (Nuova Zelanda), a Londra
- Migliore squadra: Nuova Zelanda, a Londra
- Miglior allenatore: Steve Hansen (Nuova Zelanda), a Londra
- Miglior giocatore di rugby a 7: Tomasi Cama (Nuova Zelanda), a Londra
- Miglior giovane: Jan Serfontein (Sudafrica), a Città del Capo
- Miglior giocatrice: Michaela Staniford (Inghilterra), a Londra
- Premio per lo sviluppo: South African Rugby Union, a Port Elizabeth
- Miglior arbitro: Paul Dobson (Sudafrica), a Città del Capo
- Premio Spirito del Rugby: Lindsay Hilton (Canada), a Halifax
- Premio "Vernon Pugh" per meriti di servizio IRB: Viorel Morariu (Romania), a Bucarest
- Meta IRPA: Bryan Habana (Sudafrica), contro la Nuova Zelanda, a Città del Capo

### 2013 (varie sedi)

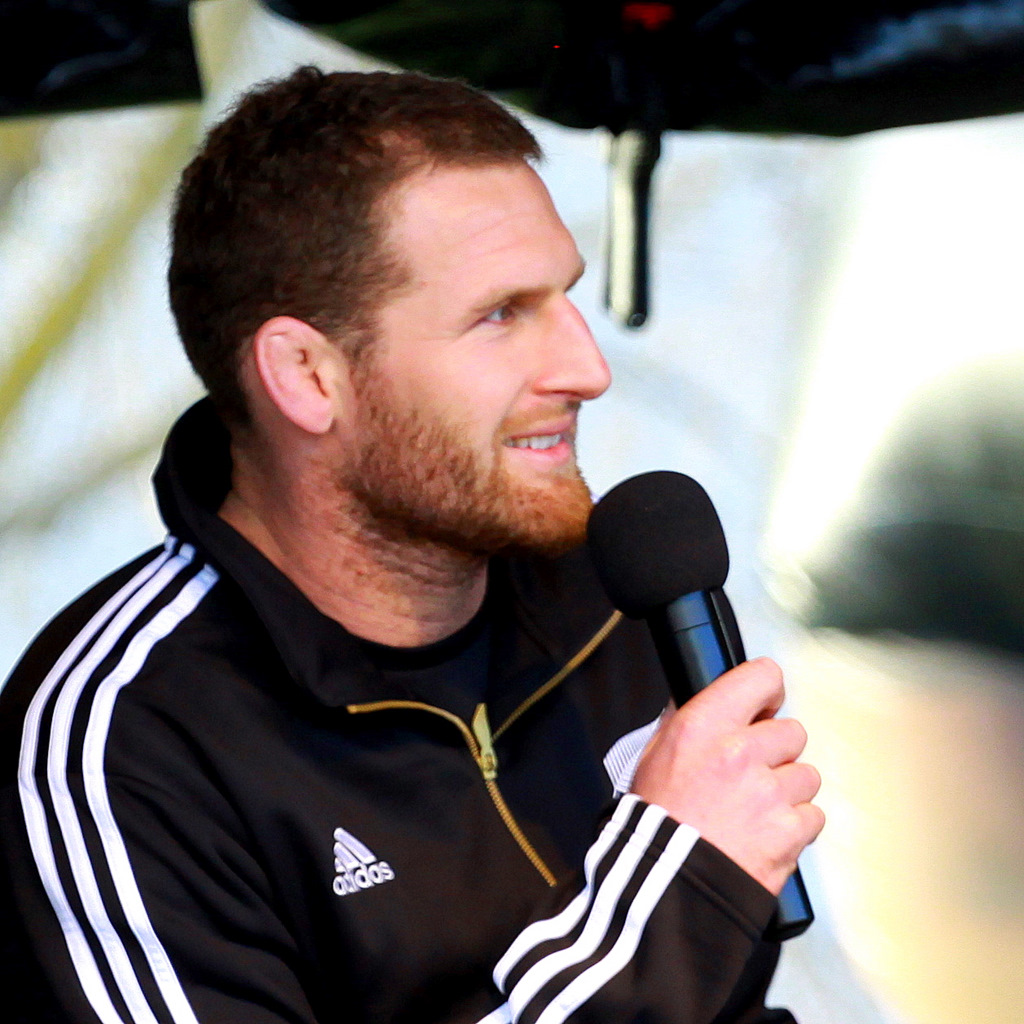
Kieran Read

- Miglior giocatore: Kieran Read (Nuova Zelanda), ad Auckland
- Migliore squadra: Nuova Zelanda, ad Auckland
- Miglior allenatore: Steve Hansen (Nuova Zelanda), ad Auckland
- Miglior giocatore di rugby a 7: Tim Mikkelson (Nuova Zelanda), a Mosca
- Miglior giocatrice di rugby a 7: Kayla McAlister (Nuova Zelanda), a Mosca
- Miglior giovane: Sam Davies (Galles), a Vannes
- Premio "Vernon Pugh" per meriti di servizio IRB: Ian McIntosh (Sudafrica), a Dublino
- Premio speciale per lo sviluppo: Ange Guimera (Francia), a Dublino
- Premio Spirito del Rugby: Yoshiharu Yamaguchi (Giappone), a Dublino
- Premio per lo sviluppo: Robin Timmins (Australia), a Dublino
- Miglior arbitro: Michel Lamoulie (Francia), a Parigi
- Meta IRPA: Beauden Barrett (Nuova Zelanda), contro la Francia, ad Auckland

## Premi IRB / World Rugby

### 2014 (varie sedi)

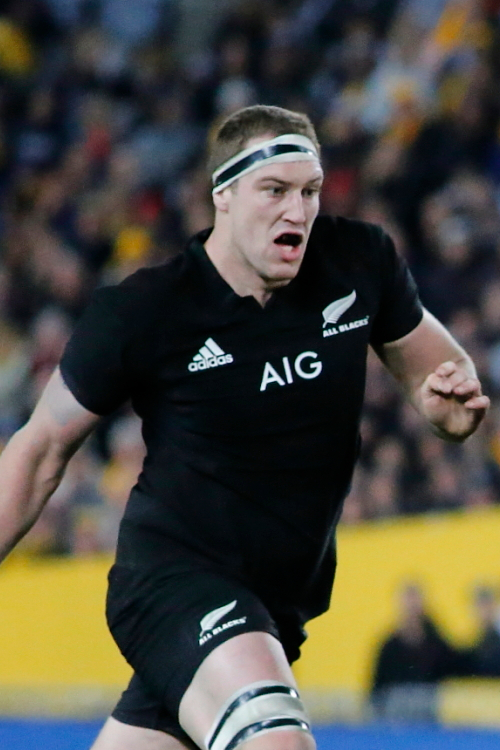
Brodie Retallick

- Miglior giocatore World Rugby: Brodie Retallick (Nuova Zelanda), a Cardiff
- Migliore squadra World Rugby: Nuova Zelanda, a Cardiff
- Miglior allenatore World Rugby: Steve Hansen (Nuova Zelanda), a Cardiff
- Miglior giocatore IRB di rugby a 7: Samisoni Viriviri (Figi), a Londra
- Miglior giocatrice IRB: Magali Harvey (Canada), a Parigi
- Miglior giocatrice IRB di rugby a 7: Emilee Cherry (Australia), ad Amsterdam
- Miglior giovane IRB: Handré Pollard (Sudafrica), ad Auckland
- Miglior arbitro IRB: Bob Francis (Nuova Zelanda), ad Auckland
- Premio Spirito del Rugby: Vivendo O Rugby project (Brasile), a Londra
- Premio IRB per lo sviluppo: Bidzina Ivanishvili (Georgia), a Londra
- Premio "Vernon Pugh" per meriti di servizio: Ray Williams (Galles), a Londra
- Meta IRPA: Francois Hougaard (Sudafrica), contro la Nuova Zelanda, a Cardiff

## Premi World Rugby

### 2015 (Londra)

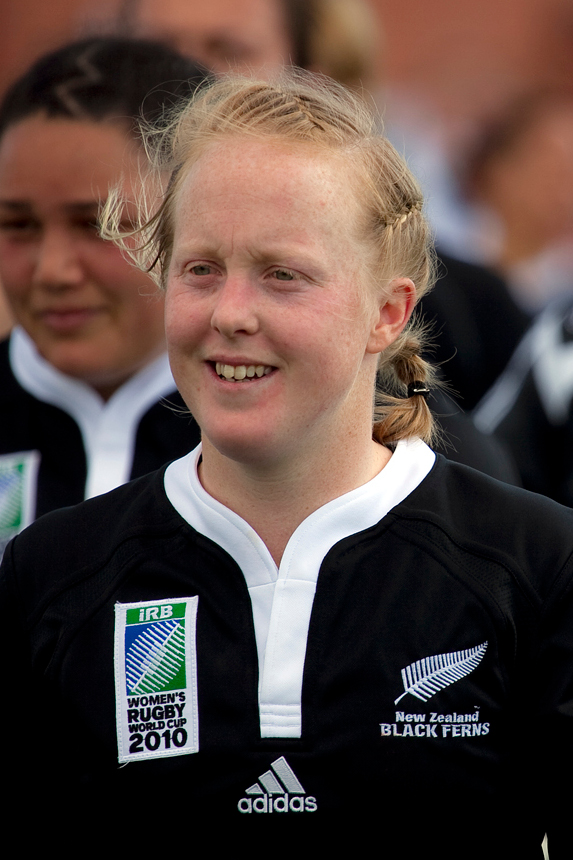
Kendra Cocksedge

- Miglior giocatore: Dan Carter (Nuova Zelanda)
- Migliore squadra: Nuova Zelanda
- Miglior allenatore: Michael Cheika (Australia)
- Miglior giocatrice: Kendra Cocksedge (Nuova Zelanda)
- Miglior giocatore rivelazione: Nehe Milner-Skudder (Nuova Zelanda)
- Miglior giocatore di rugby a 7: Werner Kok (Sudafrica)
- Miglior giocatrice di rugby a 7: Portia Woodman (Nuova Zelanda)
- Miglior arbitro: Nigel Owens (Galles)
- Premio "Vernon Pugh" per meriti di servizio: Nigel Starmer-Smith (Inghilterra)
- Premio per il carattere: Pakistan Rugby Union
- Miglior momento della Coppa del Mondo 2015: Giappone (meta e vittoria a tempo scaduto contro il Sudafrica)
- Premio per meriti speciali IRPA:
  - Brian O'Driscoll (Irlanda)
  - Nathan Sharpe (Australia)
- Meta IRPA: Julian Savea (Nuova Zelanda), seconda realizzazione contro la Francia

### 2016 (Londra)

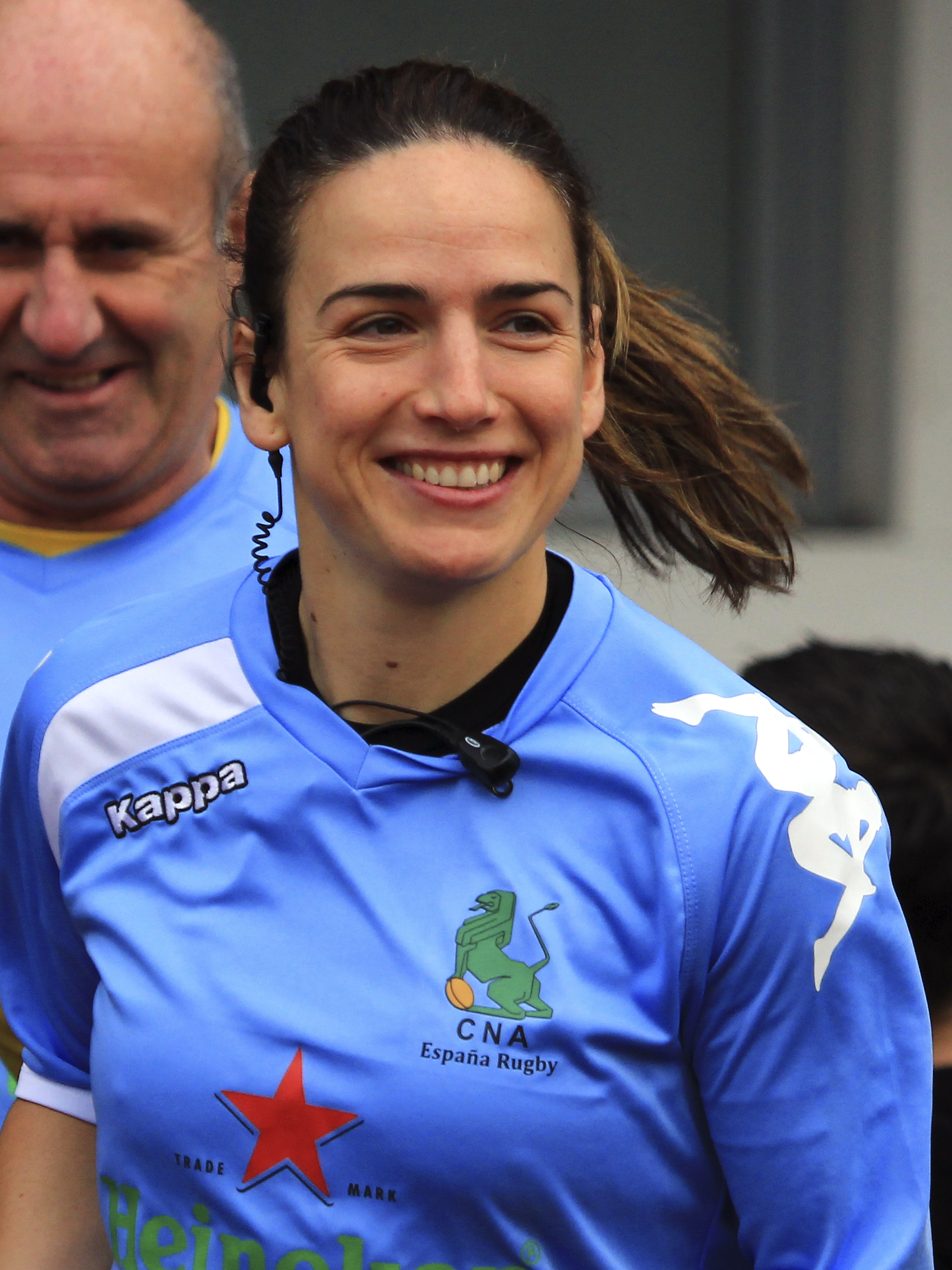
Alhambra Nievas

- Miglior giocatore: Beauden Barrett (Nuova Zelanda)
- Miglior giocatrice: Sarah Hunter (Inghilterra)
- Migliore squadra: Nuova Zelanda
- Miglior allenatore: Steve Hansen (Nuova Zelanda)
- Miglior giocatore rivelazione: Maro Itoje (Inghilterra)
- Miglior giocatore di rugby a 7: Seabelo Senatla (Sudafrica)
- Miglior giocatrice di rugby a 7: Charlotte Caslick (Australia)
- Miglior arbitro:
  - Alhambra Nievas (Spagna)
  - Rasta Rasivhenge (Sudafrica)
- Premio "Vernon Pugh" per meriti di servizio: Syd Millar (Irlanda)
- Premio per il carattere: Rugby Opens Borders (Austria)
- Premio per meriti speciali IRPA: Jean de Villiers (Sudafrica)
- Meta IRPA: Jamie Heaslip (Irlanda), contro l'Italia
- Riconoscimento speciale per la vittoria del torneo olimpico 2016 di rugby a 7:
  - Australia (donne)
  - Figi (uomini)

### 2017 (Monte Carlo)

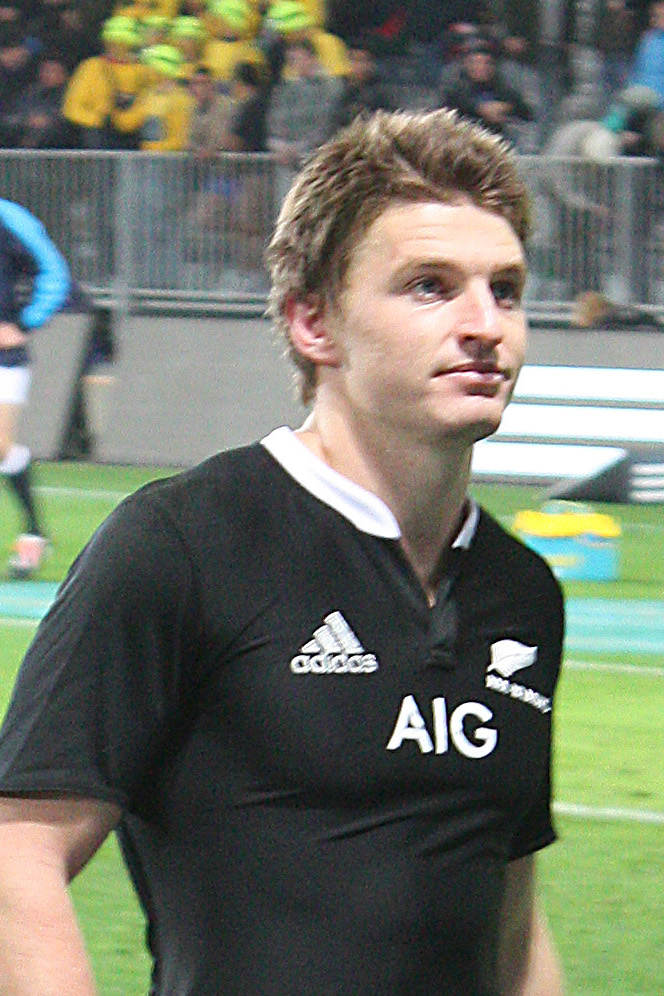
Beauden Barrett

- Miglior giocatore: Beauden Barrett (Nuova Zelanda)
- Migliore giocatrice: Portia Woodman (Nuova Zelanda)
- Migliore squadra: Nuova Zelanda femminile
- Miglior allenatore: Eddie Jones (Australia)
- Miglior giocatore rivelazione: Rieko Ioane (Nuova Zelanda)
- Migliore giocatore di rugby a 7: Perry Baker (Stati Uniti)
- Migliore giocatrice di rugby a 7: Michaela Blyde (Nuova Zelanda)
- Miglior arbitro: Joy Neville (Irlanda)
- Premio "Vernon Pugh" per meriti di servizio: Marcel Martin (Francia)
- Premio per il carattere: Eduardo Oderigo (Argentina)
- Premio per meriti speciali IRPA:
  - Richie McCaw (Nuova Zelanda) (uomini)
  - Rachael Burford (Inghilterra) (donne)
- Meta IRPA: Joaquín Tuculet (Argentina), contro l'Inghilterra

### 2018 (Monte Carlo)

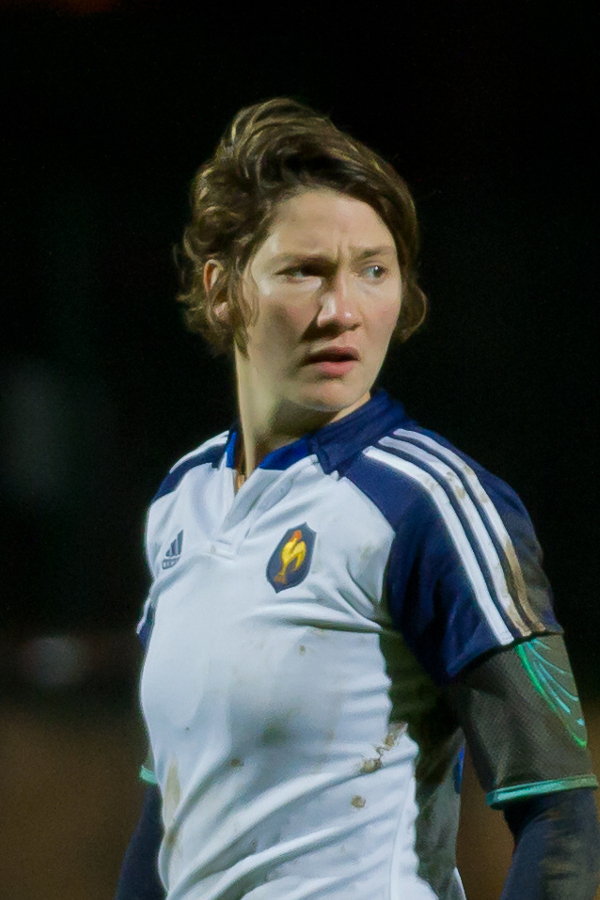
Jessy Trémoulière

- Miglior giocatore: Jonathan Sexton (Irlanda)
- Miglior giocatrice: Jessy Trémoulière (Francia)
- Migliore squadra: Irlanda
- Miglior allenatore: Joe Schmidt (Nuova Zelanda)
- Miglior giocatore rivelazione: Aphiwe Dyantyi (Sudafrica)
- Miglior giocatore di rugby a 7: Perry Baker (Stati Uniti)
- Miglior giocatrice di rugby a 7: Michaela Blyde (Stati Uniti)
- Miglior arbitro: Angus Gardner (Australia)
- Premio "Vernon Pugh" per meriti di servizio: Yoshirō Mori (Giappone)
- Premio per il carattere: Doddie Weir (Scozia)
- Premio Spirito del Rugby: Jamie Armstrong, The Clan (Scozia)
- Premio per meriti speciali IRP:
  - Stephen Moore (Australia)
  - DJ Forbes (Nuova Zelanda)
- Meta IRP: Brodie Retallick (Nuova Zelanda), contro l'Australia

### 2019 (Tokyo)

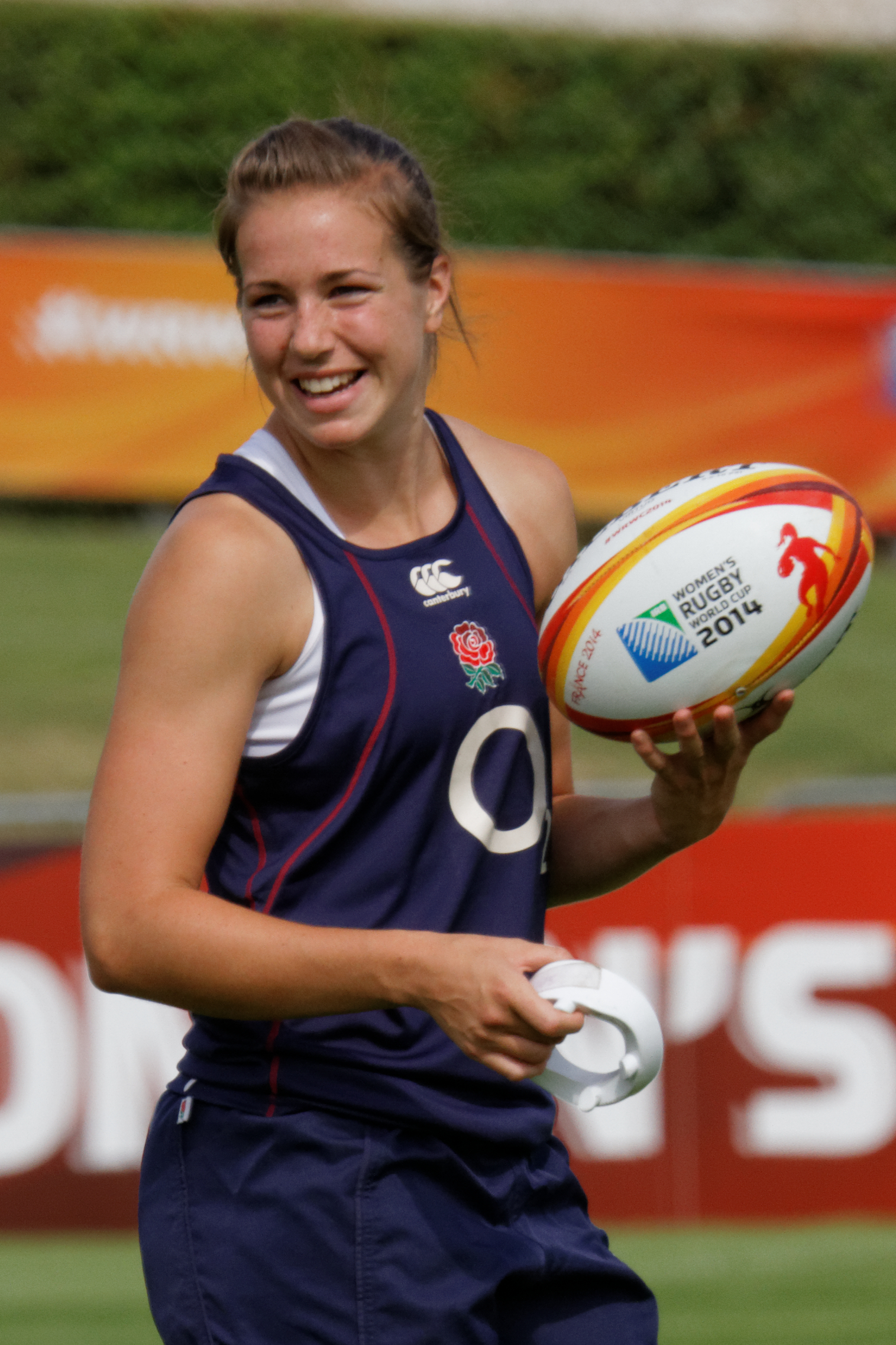
Emily Scarratt

- Miglior giocatore: Pieter-Steph du Toit (Sudafrica)
- Miglior giocatrice: Emily Scarratt (Inghilterra)
- Migliore squadra: Sudafrica
- Miglior allenatore: Rassie Erasmus (Sudafrica)
- Miglior giocatore rivelazione: Romain Ntamack (Francia)
- Miglior giocatore di rugby a 7: Jerry Tuwai (Figi)
- Miglior giocatrice di rugby a 7: Ruby Tui (Nuova Zelanda)
- Miglior arbitro: Wayne Barnes (Inghilterra)
- Premio "Vernon Pugh" per meriti di servizio: Bernard Lapasset (Francia)
- Premio per il carattere: Città di Kamaishi (Giappone)
- Premio per meriti speciali IRP: Jamie Heaslip (Irlanda)
- Meta IRP: TJ Perenara (Nuova Zelanda), contro la Namibia